# Heinz Leiwig
Heinz Leiwig (* 15. September 1936 in Mainz; † 6. September 2018 ebenda) war ein deutscher Lokalhistoriker und Sachbuchautor. Schwerpunkt seiner Arbeit war die Zeit des Nationalsozialismus in Mainz und Rheinhessen.

## Leben
Heinz Leiwig erlebte als Kind die Bombenangriffe auf Mainz. Insbesondere der schwerste Angriff auf die Stadt am 27. Februar 1945 prägte den damals Achtjährigen, der die Angriffe im Lauterenviertel direkt miterlebte. In den 1950er Jahren studierte er Naturwissenschaften und wurde Gymnasiallehrer mit den Fächern Chemie und Erdkunde. 1974 wurde er Studiendirektor am Gymnasium Gonsenheim  (heute Otto-Schott-Gymnasium) in Mainz-Gonsenheim, wo er bis zu seiner Pensionierung arbeitete. Er starb im September 2018 nach längerer Krankheit.
Neben seiner Tätigkeit als Lehrer widmete sich Heinz Leiwig ab Anfang der 1980er Jahre verstärkt dem Thema Nationalsozialismus in seiner Heimatstadt Mainz und in Rheinhessen. In insgesamt 17 Publikationen beschäftigte er sich mit diesem Thema, in vier davon als alleiniger Autor.

## Publikationen (Auswahl)
- Es war ja nichts. Nationalsozialismus in Rheinhessen sowie in Alzey, Bingen, Mainz und Worms. Eigenverlag 2005, ISBN 978-3-00017-338-7
- Leidensstätten in Mainz: 1933–1945. Hermann Schmidt Mainz, 1987, ISBN 978-3-87439-139-9
- Der Tag, als Mainz unterging – 27. Februar 1945. Wartberg Gudensberg, 2004. ISBN 978-3-83131-476-8
- Mainz, 1933–1948: von der Machtergreifung bis zur Währungsreform. 2. Auflage Herrmann Schmidt Mainz, 1987. ISBN 978-3-87439-132-0